# Убивча сексуальність
Убивча сексуальність (англ. Drop Dead Sexy) — американська комедія 2005 року.

## Сюжет
Двоє друзів придумують різні афери, щоб роздобути грошей, які потрібні їм, щоб розплатиться з кредитором, який обіцяв їх убити якщо вони це не зроблять. Але нічого не виходить і тоді в їх світлі голови приходить геніальна ідея, викрасти багату покійницю й вимагати з сім'ї викуп.

## У ролях
- Джейсон Лі — Френк
- Кріспін Гловер — Едді
- Бертон Гілліам — Великий Текс
- Ксандер Берклі — Харкнесс
- Прюітт Тейлор Вінс — Спайдер
- Джозеф Д. Рейтман — Тіні
- Стівен Честер Принц — Отто
- Сюзанна Уршулі — Скай
- Дайан Клімашевскі — Бренді
- Елейн Клімашевскі — Амбер
- Лін Шей — Ма Муззі
- Мелісса Келлер — Крістал
- Метью Грір — Рендольф
- Одрі Марі Андерсон — Наталі
- Ембер Херд — Кенді
- Бред Дуріф — Герман
- Девід Вілк — фельдшер 1
- Френк Форд — фельдшер 2
- Патрік Бойкін — бармен